# Bousies
Bousies ist eine französische Gemeinde mit 1770 Einwohnern (Stand 1. Januar 2022) im Département Nord in der Region Hauts-de-France. Sie gehört zum Arrondissement Avesnes-sur-Helpe und zum Kanton Avesnes-sur-Helpe.

## Geografie
Die Gemeinde Bousies liegt im Regionalen Naturpark Avesnois, 26 Kilometer östlich von Cambrai und 26 Kilometer südlich von Valenciennes. Nachbargemeinden sind: Croix-Caluyau, Fontaine-au-Bois, Forest-en-Cambrésis, Poix-du-Nord, Robersart und Vendegies-au-Bois. Der Ort wird vom Fluss Harpies durchquert, der hier auch Hirondelle Majeure genannt wird.

## Geschichte
Der Ortsname wurde im 11. Jahrhundert Buzeis, Bousiaco, Busies, Busis und Bousis geschrieben, Bouzies im 12. Jahrhundert, Bolsies im 13. Jahrhundert.
Bousies gehörte zum Cambrésis, lag aber als Enklave im Hennegau.  

## Bevölkerungsentwicklung
| Jahr                       | 1962 | 1968 | 1975 | 1982 | 1990 | 1999 | 2007 | 2020 |
| Einwohner                  | 1885 | 1895 | 1814 | 1723 | 1717 | 1683 | 1678 | 1766 |
| Quellen: Cassini und INSEE |      |      |      |      |      |      |      |      |

## Sehenswürdigkeiten
- Musée des Évolutions
- Kirche Saint-Remi (1736)

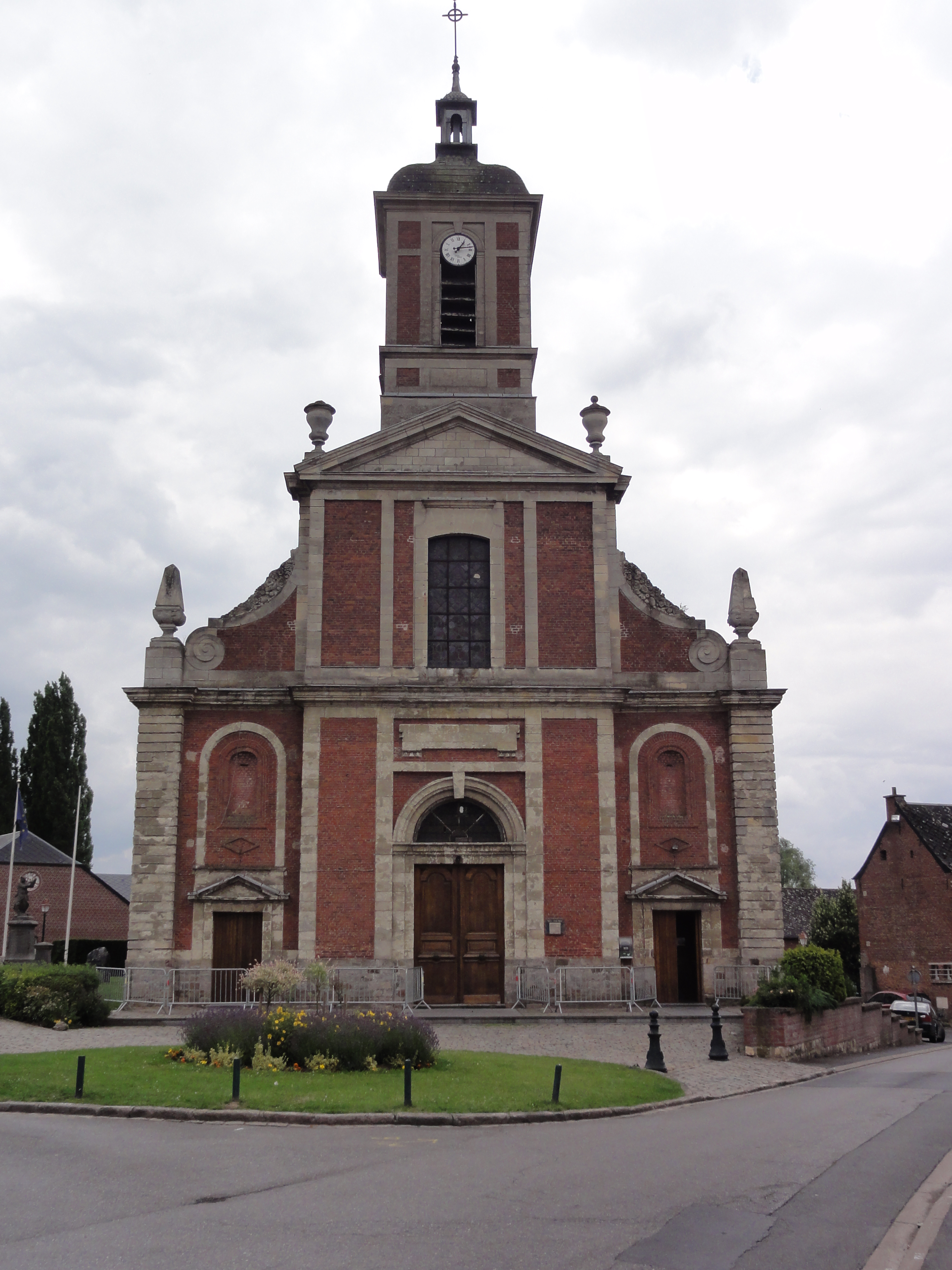
Kirche Saint-Remi
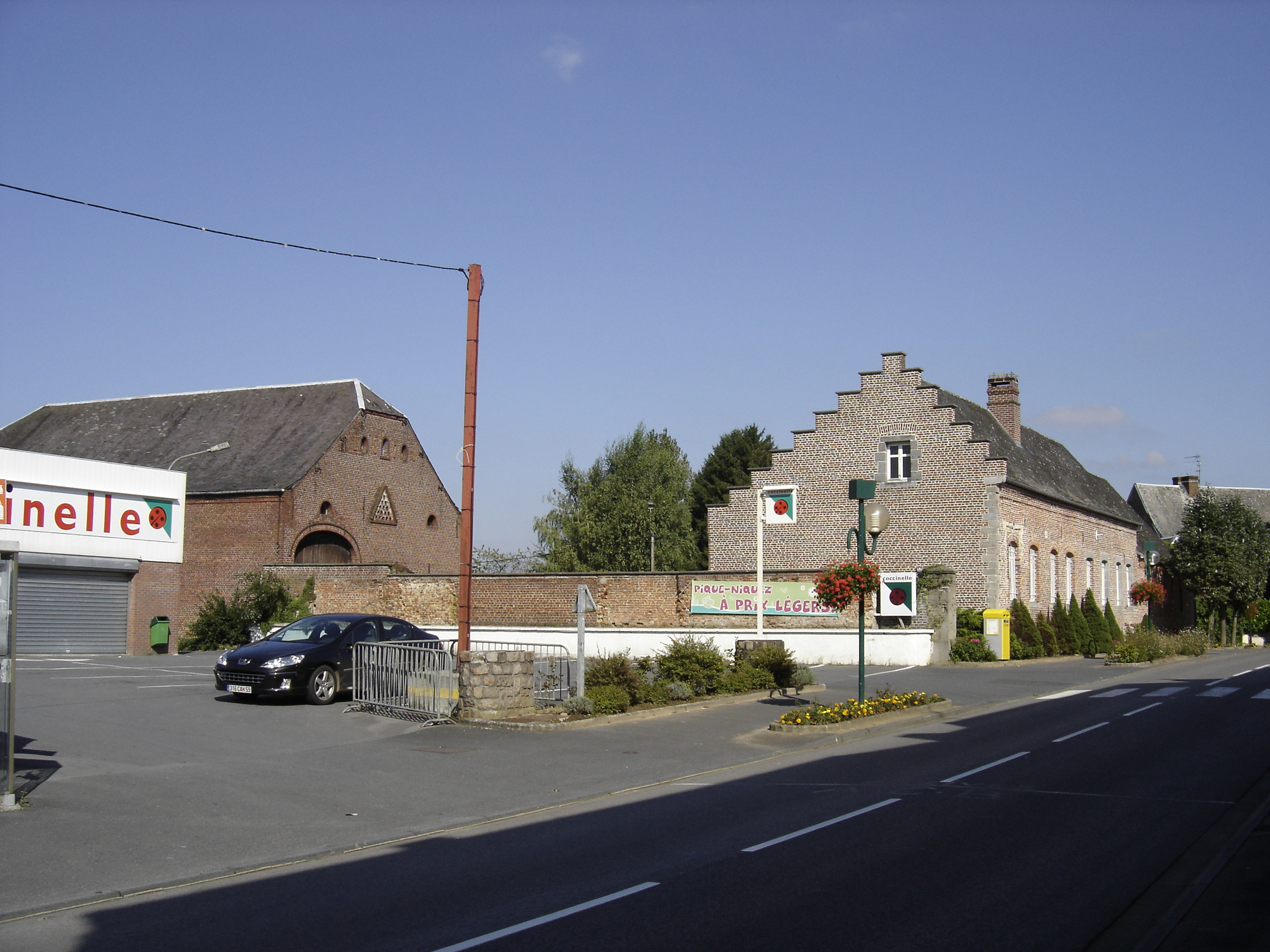
Musée des Évolutions
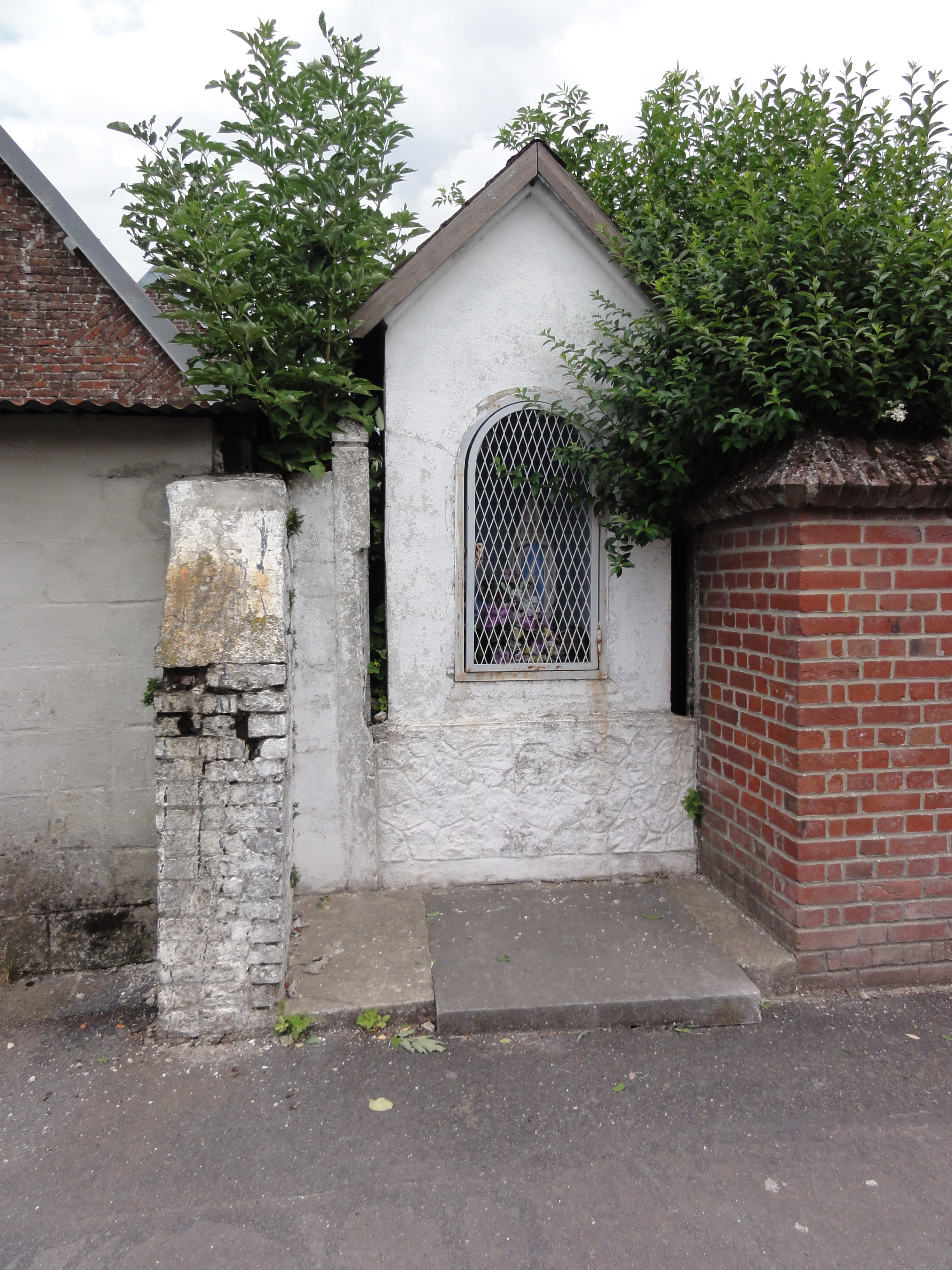
Kapelle Blanche
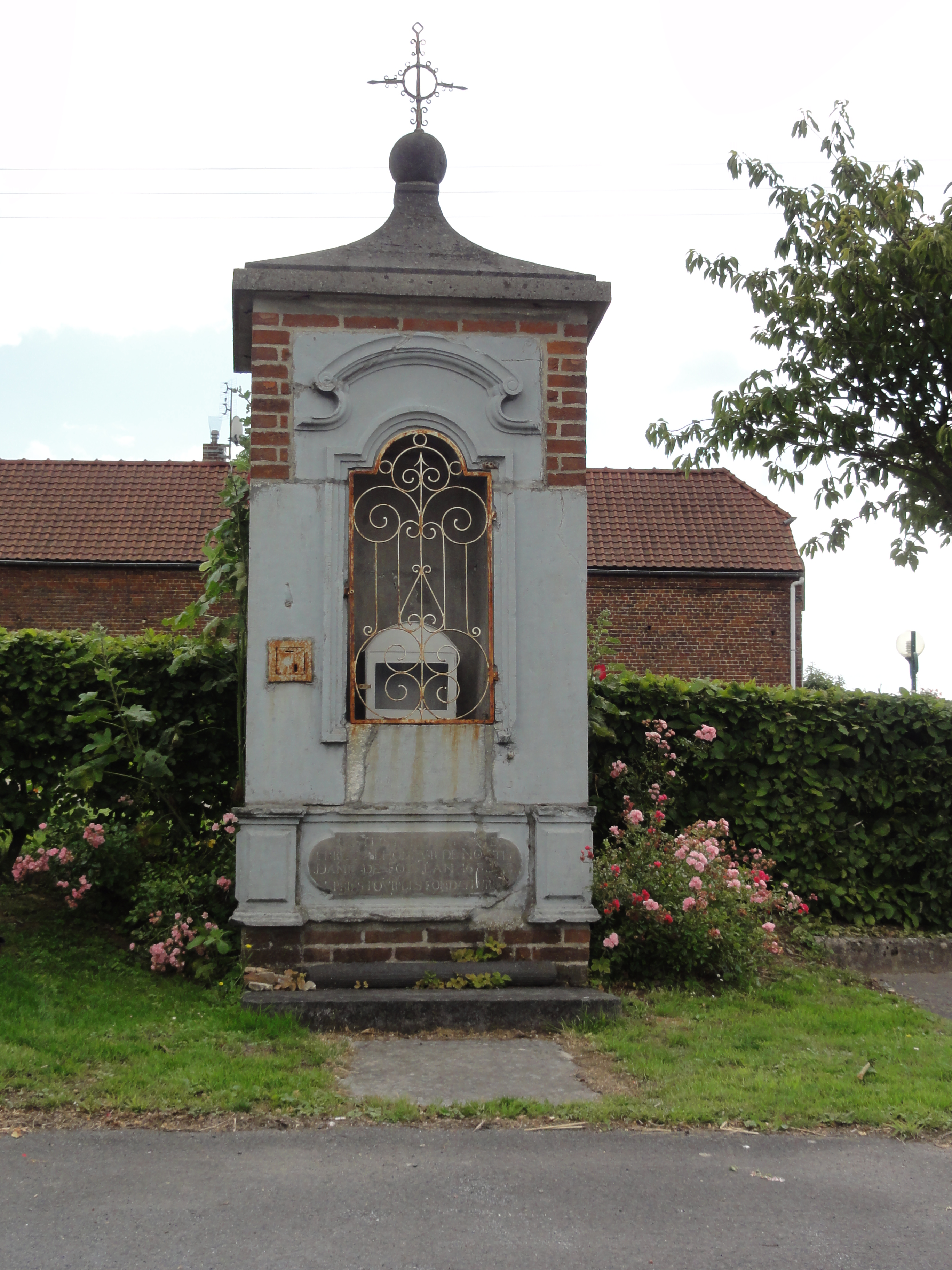
Kapelle Notre-Dame-de-Foy
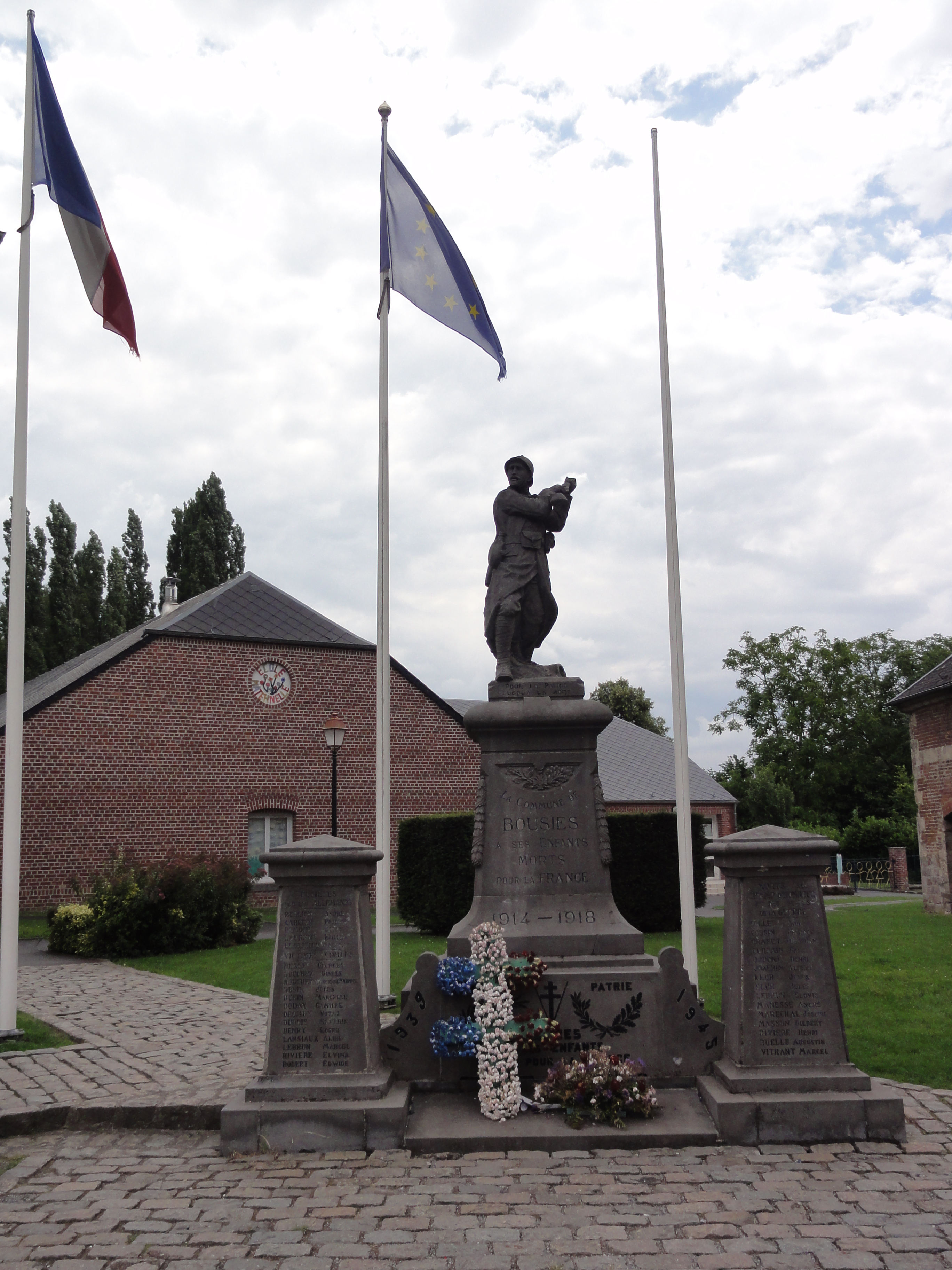
Gefallenendenkmal
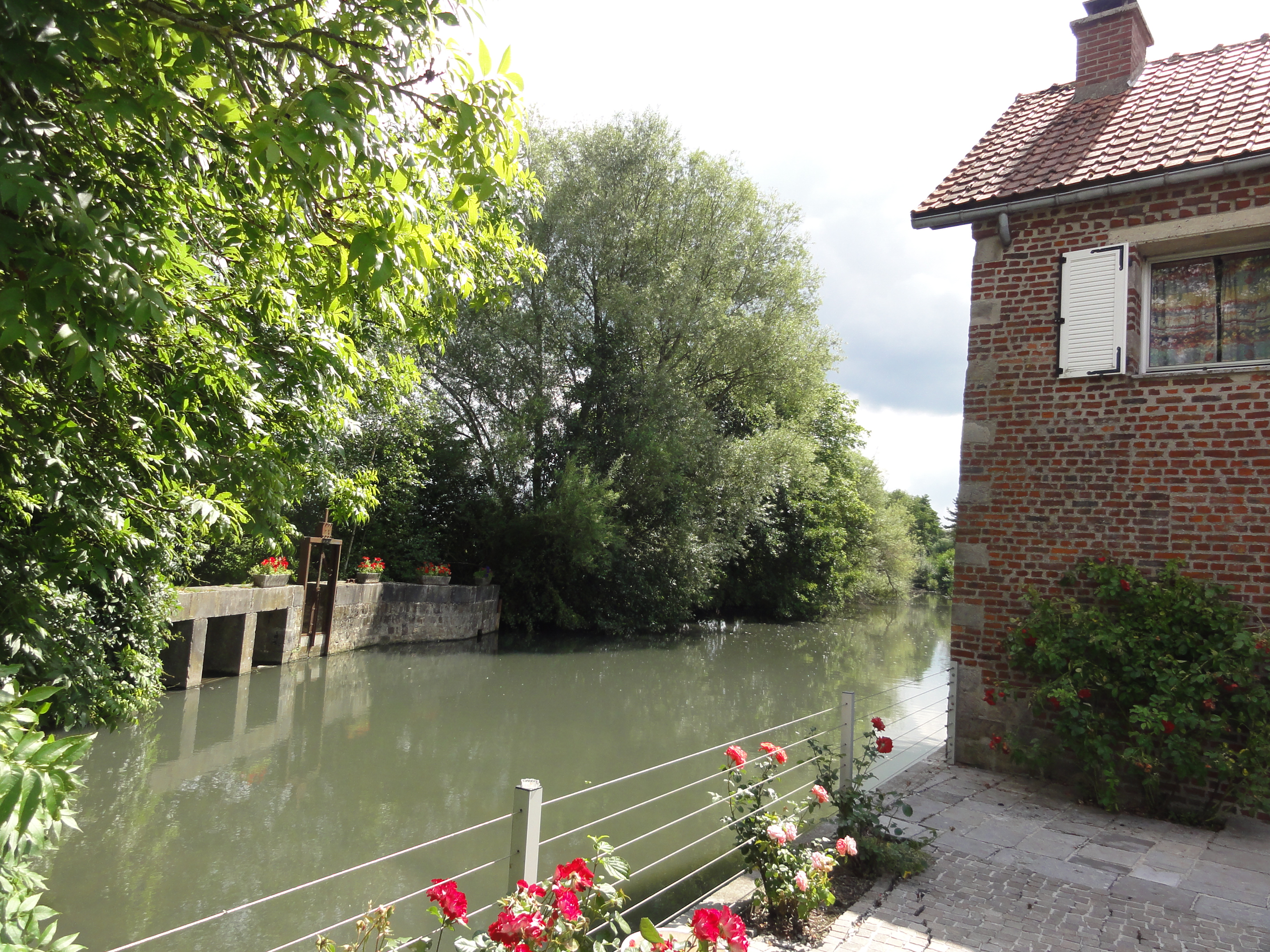
Wassermühle

## Gemeindepartnerschaft
- Risum-Lindholm, Deutschland